# Бекињи (Ен)
Бекињи (фр. Becquigny) насеље је и општина у североисточној Француској у региону Пикардија, у департману Ен (Пикардија) која припада префектури Сен Кентен.
По подацима из 2011. године у општини је живело 283 становника, а густина насељености је износила 60,6 становника/km². Општина се простире на површини од 4,67 km². Налази се на средњој надморској висини од 161 метар (максималној 166 m, а минималној 135 m).

## Демографија
| 1962. | 1968. | 1975. | 1982. | 1990. | 1999. | 2011. |
| ----- | ----- | ----- | ----- | ----- | ----- | ----- |
| 285   | 301   | 253   | 265   | 253   | 274   | 283   |

График промене броја становника у току последњих година